# Pays graylois
Le Pays graylois est un Pôle d'équilibre territorial et rural français situé dans le département de la Haute-Saône, en Franche-Comté, dans la région administrative Bourgogne-Franche-Comté.

## Historique
Le Pays Graylois est d'abord une association, crée en 2001 qui regroupait, six communauté de communes dont la communauté de communes des monts de Gy, la communauté de communes du Pays d'Autrey, la communauté de communes des Quatre Rivières, la communauté de communes de la vallée de l'Ognon, la communauté de communes du val de Pesmes et la communauté de communes Val de Gray. Elle incluait également 141 communes.
La communauté de communes du Pays d'Autrey se regroupe, le 1er janvier 2013, avec la communauté de communes Val de Gray, réduisant le nombre à cinq communauté de communes membres.
Dans le cadre de la réforme des collectivités territoriales françaises, la loi de réforme des collectivités territoriales du 16 décembre 2010 et du schéma départemental de coopération intercommunale, adoptée en décembre 2011, la Communauté de communes de la vallée de l'Ognon fusionne, le 1er janvier 2014, avec la communauté de communes des Rives de l'Ognon pour former la communauté de communes du Val Marnaysien, mais cette nouvelle intercommunalité n'intègre pas le syndicat mixte du SCoT Graylois. Le syndicat inclut 4 établissements publics de coopération intercommunale à fiscalité propre.
Par arrêté préfectoral du 30 décembre 2013, l'association est remplacée par le syndicat mixte du SCoT Graylois pour le 1er janvier 2014. Cette structure est transformée le 1er janvier suivant par PETR à la suite de l'arrêté préfectoral du 23 décembre 2014. 
Dans le cadre des dispositions de la loi portant nouvelle organisation territoriale de la République (Loi NOTRe) du 7 août 2015, qui prévoit que les établissements publics de coopération intercommunale (EPCI) à fiscalité propre doivent avoir un minimum de 15 000 habitants et du nouveau SDCI, le pôle d'équilibre territorial et rural a vu sa composition modifiée par arrêté préfectorale du 23 mars 2017. La communauté de communes du val de Pesmes est supprimée le 1er janvier 2017 et ses communes membres sont partagées entre la communauté de communes Val de Gray et la communauté de communes du Val Marnaysien. Le PETR inclut désormais 115 communes regroupée dans 3 établissements publics de coopération intercommunale à fiscalité propre.

## Composition

### EPCI
Le Pays Graylois regroupe 3 établissements publics de coopération intercommunale à fiscalité propre :
| Nom             | Nature juridique       | Nombre de communes | Superficie (km2) | Population (2014) | Densité (hab./km2) |
| --------------- | ---------------------- | ------------------ | ---------------- | ----------------- | ------------------ |
| Val de Gray     | Communauté de communes | 48                 | 498,16           | 20 660            | 41                 |
| Monts de Gy     | Communauté de communes | 25                 | 240,03           | 6 301             | 26                 |
| Quatre Rivières | Communauté de communes | 42                 | 564              | 10 133            | 18                 |

### Communes
Le Pays Graylois inclut 115 communes regroupées dans les 3 établissements publics de coopération intercommunale à fiscalité propre :
1. Achey
2. Ancier
3. Angirey
4. Apremont
5. Arc-lès-Gray
6. Argillières
7. Arsans
8. Attricourt
9. Autet
10. Autoreille
11. Autrey-lès-Gray
12. Auvet-et-la-Chapelotte
13. Les Bâties
14. Battrans
15. Beaujeu-Saint-Vallier-Pierrejux-et-Quitteur
16. Bouhans-et-Feurg
17. Bourguignon-lès-la-Charité
18. Brotte-lès-Ray
19. Broye-les-Loups-et-Verfontaine
20. Broye-Aubigney-Montseugny
21. Bucey-lès-Gy
22. Champlitte
23. Champtonnay
24. Champvans
25. La Chapelle-Saint-Quillain
26. Charcenne
27. Chargey-lès-Gray
28. Chevigney
29. Choye
30. Citey
31. Courtesoult-et-Gatey
32. Cresancey
33. Dampierre-sur-Salon
34. Delain
35. Denèvre
36. Écuelle
37. Esmoulins
38. Essertenne-et-Cecey
39. Étrelles-et-la-Montbleuse
40. Fahy-lès-Autrey
41. Fédry
42. Ferrières-lès-Ray
43. Fleurey-lès-Lavoncourt
44. Fouvent-Saint-Andoche
45. Francourt
46. Framont
47. Frasne-le-Château
48. Fresne-Saint-Mamès
49. Fretigney-et-Velloreille
50. Germigney
51. Grandecourt
52. Gray
53. Gray-la-Ville
54. Gy
55. Igny
56. Larret
57. Lavoncourt
58. Lieffrans
59. Lieucourt
60. Lœuilley
61. Mantoche
62. Membrey
63. Mercey-sur-Saône
64. Montot
65. Mont-Saint-Léger
66. Montureux-et-Prantigny
67. Motey-sur-Saône
68. Nantilly
69. Noiron
70. Onay
71. Oyrières
72. Percey-le-Grand
73. Pesmes
74. Pierrecourt
75. Poyans
76. Ray-sur-Saône
77. Recologne
78. Renaucourt
79. La Grande-Résie
80. La Résie-Saint-Martin
81. Rigny
82. Roche-et-Raucourt
83. Saint-Broing
84. Saint-Gand
85. Saint-Loup-Nantouard
86. Sainte-Reine
87. Sauvigney-lès-Gray
88. Sauvigney-lès-Pesmes
89. Savoyeux
90. Seveux
91. Theuley
92. Tincey-et-Pontrebeau
93. Le Tremblois
94. Vadans
95. Vaite
96. Valay
97. Vanne
98. Vantoux-et-Longevelle
99. Vars
100. Vauconcourt-Nervezain
101. Vaux-le-Moncelot
102. Velesmes-Échevanne
103. Velet
104. Velleclaire
105. Vellefrey-et-Vellefrange
106. Vellemoz
107. Vellexon-Queutrey-et-Vaudey
108. Velloreille-lès-Choye
109. Venère
110. Vereux
111. La Vernotte
112. Villefrancon
113. Villers-Chemin-et-Mont-lès-Étrelles
114. Villers-Vaudey
115. Volon

## Représentation

### Liste des présidents
La liste ci-dessous recense le nom des présidents du syndicat puis du pôle d’équilibre territorial et rural :
| Période | Période | Identité | Étiquette | Qualité |
| ------- | ------- | -------- | --------- | ------- |
|         |         |          |           |         |